# Isoflurano
L'isoflurano è un gas alogenato utilizzato come anestetico per inalazione. È liquido a temperatura ambiente e assolutamente non infiammabile.
Con l'enflurano e l'alotano ha soppiantato l'etere, che è infiammabile, usato nelle prime anestesie chirurgiche. A sua volta, il suo uso per l'anestesia umana è stato soppiantato negli anni dal sevoflurano e dal desflurano e dall'anestetico per via endovenosa propofol. Nonostante questo l'isoflurano è molto usato nell'anestesia veterinaria.
Può essere somministrato utilizzando una miscela di gas contenente aria e ossigeno o ossigeno e protossido d'azoto. Il suo utilizzo è in genere quello per il mantenimento dell'anestesia, che è stata indotta da un altro anestetico. Infatti nonostante la velocità di induzione dell'anestesia sia più rapida rispetto all'alotano, le sue controindicazioni, che comprendono irritabilità dell'apparato respiratorio, lo rendono utilizzabile solo per il mantenimento.
Non essendo più sotto il regime di brevetto risulta molto economico nel suo utilizzo.
Tra i suoi vantaggi si annoverano l'induzione e il risveglio rapido, la stabilità cardiovascolare, il rilasciamento muscolare, la minima trasformazione metabolica con bassi rischi di tossicità epatica o renale; tra gli svantaggi si osservano l'odore pungente.
L'Isoflurano è un vasodilatatore coronarico, e in passato si riteneva che nei pazienti con malattia aterosclerotica potesse deviare il flusso sanguigno dalle coronarie malate verso quelle sane, dando luogo a ipoperfusione, dunque ischemia, del letto miocardico perfuso dai vasi malati.

Studi più recenti, condotti su modelli canini con ostruzione coronarica, hanno dimostrato che né l'isoflurano, né il desflurano o il sevoflurano in concentrazioni fino a 1MAC davano luogo a un'anormale redistribuzione collaterale del flusso sanguigno coronarico. (furto coronarico)

Anche la rilevanza clinica di questo fenomeno è oggetto di dibattito: gli studi retrospettivi condotti finora hanno fallito nell'associare l'utilizzo dell'Isoflurano negli interventi di CABG ad un aumento dell'incidenza di infarto miocardico e morte perioperatoria.

## Meccanismo d'azione
Così come molti anestetici generali, l'esatto meccanismo d'azione dell'isofurano non è stato ancora chiarito. L'isoflurano riduce la sensibilità al dolore (dà analgesia) e rilassa la muscolatura. L'isoflurano si lega probabilmente ai recettori GABA, del glutammato e della glicina, ma ha effetti diversi su ciascun recettore. L'isoflurano agisce come un modulatore allosterico positivo del recettore GABAA. Potenzia l'attività del recettore della glicina, che diminuisce la funzione motoria. Inibisce l'attività dei recettori del glutammato NMDA. L'isoflurano inibisce anche la conduzione nei canali del potassio. Attiva l'ATPasi  aumentando la fluidità della membrana.
L'anestesia generale con isoflurano riduce la concentrazione plasmatica degli endocannabinoidi.